# Mahottari
Der Distrikt Mahottari (Nepali महोत्तरी जिल्ला) ist einer von 77 Distrikten in Nepal.
Der Distrikt liegt im Terai in der Verwaltungszone Janakpur.
Im Jahre 2001 hatte es 553.481 Einwohner, 2011 waren es 627.580.

## Verwaltungsgliederung
Städte im Distrikt Mahottari:
- Bardibas
- Gaushala
- Jaleshwar

Village Development Committees (VDCs) im Distrikt Mahottari:
- Aurahi
- Bagada
- Bagiya Banchauri
- Bairgiya Laksminiya
- Balawa
- Banauli Donauli
- Banauta
- Basabitti
- Bathnaha
- Belgachhi
- Bharatpur
- Bhatauliya
- Bijayalpura
- Bramarpura
- Damhi Marai
- Dhamaura
- Dharmapur
- Dhirapur
- Ekadarabela
- Ekarahiya
- Etaharwakatti
- Gaidha Bhetpur
- Gonarpura
- Halkhori
- Hariharpur Harinagari
- Hathilet
- Hatisarwa
- Khairbanni
- Khaya Mara
- Khopi
- Khuttapipradhi
- Kolhusa Bagaiya
- Laksminiya
- Loharpatti
- Mahadaiyatapanpur
- Mahottari
- Majhora Bishnupur
- Manara
- Matihani
- Meghanath Gorhanna
- Nainhi
- Padaul
- Parsa Pateli
- Parsadewadh
- Pashupatinagar
- Pigauna
- Pipra
- Phulahatta Parikauli
- Phulakaha
- Pokharibhinda Samgrampur
- Raghunathpur
- Ramgopalpur
- Ratauli
- Sahasaula
- Sahorawa
- Sandha
- Sarpallo
- Shamsi
- Simardahi
- Singyahi
- Sisawakataiya
- Sonama
- Sonamar
- Sonaum
- Sripur
- Suga Bhawani
- Sundarpur
- Vangaha